# Кангалассы
Кангалассы (якут. Хаҥалас) — упразднённый посёлок городского типа в составе города Якутск в Республике Якутия Российской Федерации. Горнодобывающий центр (Угольный разрез «Кангаласский»). Административный центр упразднённой одноимённой поселковой администрации.

## География
Посёлок находится в Центральной Якутии, в долине Туймаада, на левом берегу р. Лены, в 40 км к северу от г. Якутска. Общая территория — 794 га.

## История
В 1929 году основан как горнодобывающий посёлок
Получил статус посёлка городского типа в 1957 году. В 2004 году включен в черту города Якутска и административно является его микрорайоном.

## Инфраструктура
уличная сеть
По данным на 2009 год уличная сеть состояла из 26 географических объектов, общей протяжённостью в 15 448 метров. Вид дорожного полотна — грунт (основной), также есть асфальтовое покрытие.

## Население
| 1959 | 1970  | 1979  | 1989  | 2002  |
| ---- | ----- | ----- | ----- | ----- |
| 1220 | ↘1085 | ↗1234 | ↗2161 | ↘1779 |

## Экономика

### Угольная промышленность
62°21′10″ с. ш. 129°56′49″ в. д.
Поселение возникло вокруг Кангаласского буроугольного месторождения с запасами более 5,2 млрд тонн, расположенного в 40 км севернее Якутска Первые сведения о добыче угля шахтным способом для нужд речного флота датированы 1915 годом. В 1929 году приступили к промышленной добыче угля для нужд энергоснабжения Якутска и близлежащих поселков. Первоначально добыча угля осуществлялась штольнями с берега реки Лена. С 1963 г. добыча угля производится открытым способом.
К 1990-м годам разрез выдавал до 600 тыс. тонн угля. Однако кризисные явления в экономике страны и перевод энергетики края на другие виды топлива снизил потребность в угле. К 2000-м годам угольный разрез выдавал менее 200 тысяч тонн угля в год. Уголь из разреза вывозится автотранспортом.
Предполагается что с завершением строительства железнодорожного участка Томмот-Нижний Бестях удастся наладить вывоз угля за пределы региона и тем самым улучшить экономические показатели угледобычи.

### Индустриальный парк «Кангалассы»
62°19′53″ с. ш. 129°57′05″ в. д.
Индустриальный парк «Кангалассы» на территории опережающего развития «Кангалассы» создан Постановлением Правительства РФ № 877 от 21 августа 2015 года. Работы по созданию инженерной инфраструктуры ведут Корпорация развития Дальнего Востока, Правительство Республики Саха и администрация города Якутск. На 2018 год в парке действовало 4 резидента.
Планируется что в состав территории опережающего развития включат реконструируемую Жатайскую судоверфь

## Транспорт
Микрорайон связан со столицей региона пригородным автобусом № 104 (Якутск — Кангалассы).